# Анойкина, Наталья Валерьевна
Наталья Валерьевна Анойкина (Мясоедова) (род. 13 февраля 1987, Красноярск, РСФСР, СССР) — российская баскетболистка, выступает в амплуа центровая. Игрок сборной России по баскетболу. Мастер спорта России.

## Биография
Начала заниматься баскетболом в 11 классе. Учитель физкультуры, разглядев её данные, отправил в «Шелен» на просмотр, после чего она осталась в команде. После тренировок в течение полугода по индивидуальной программе, Мясоедову стали допускать к играм в молодёжной команде. Здесь в красноярском клубе она сыграла первые матчи на взрослом уровне и получила вызов в состав юношеской национальной сборной.
Несмотря на неудачный сезон 2007/08, когда «Шелен-ЕТК» покинул элитный дивизион, Мясоедова была приглашена на просмотровый сбор национальной сборной России и получила предложение от новосибирского «Динамо-ГУВД». Показав стабильной результат в 2008/09[какой?], Мясоедова подписала контракт с одним из лидеров российского баскетбола оренбургской «Надеждой». Нехватка игрового времени привела к тому, что Мясоедова через год вернулась обратно в «Динамо-ГУВД».
С 2010 года Мясоедова стала выступать в женской Премьер-лиге чемпионата России за «Динамо-ГУВД». Отыграв прекрасно сезон, получила вызов в сборную России для участия в чемпионате Европы — 2011, где стала чемпионкой Европы.
В сезоне 2011/2012 стала самым результативным игроком команды по очкам, подборам и игровому времени, она проводила на площадке в среднем по 34 минуты.
В рамках подготовки женской сборной к Олимпийским играм — 2012 вошла в расширенный список из 19-х игроков, но 18 июня 2012 года, при сокращении списка кандидатов, тренерский штаб принял решение отказаться от Мясоедовой.
В сезоне 2012/2013 Мясоедова была капитаном команды «Динамо-ГУВД». Выйдя замуж за волейболиста Сергея Анойкина, сменила фамилию. В сезоне 2013/14 выступала за оренбургскую «Надежду», с которой выиграла серебряные медали чемпионата России, участвовала в Финале восьми Евролиги ФИБА. Она и гречанка Зои Димитраку больше всех провели матчей в сезоне (47), также она лучшая по блок-шотам (0,8 в первенстве России и 1,0 в Евролиге). По окончании сезона вошла в расширенный список игроков сборной России для подготовки к квалификационному турниру чемпионата Европы — 2015 и подписала контракт с УГМК.
В 2015—2017 вновь выступала за команду «Надежда» Оренбург.
В 2017 перешла в состав команды «Енисей».

### Статистика выступлений за клубы (средний показатель)
|  | Кубок Европы |
|  | Евролига     |

| Клуб                      | Сезон   | Чемпионат | Чемпионат | Чемпионат | Чемпионат | Кубок России | Кубок России | Кубок России | Кубок России | Еврокубки | Еврокубки | Еврокубки | Еврокубки |
| Клуб                      | Сезон   | Игр       | Очк       | Подб      | Перед     | Игр          | Очк          | Подб         | Перед        | Игр       | Очк       | Подб      | Перед     |
| ------------------------- | ------- | --------- | --------- | --------- | --------- | ------------ | ------------ | ------------ | ------------ | --------- | --------- | --------- | --------- |
| Динамо-ГУВД (Новосибирск) | 2008-09 | 25        | 8,5       | 6,1       | 0,4       | 4            | 12,0         | 7,0          | -            | —         | -         | -         | -         |
| Надежда (Оренбург)        | 2009-10 | 16        | 3,0       | 2,1       | 0,4       | 6            | 4,5          | 3,0          | 0,5          | 5         | 2,4       | 1,2       | -         |
| Динамо-ГУВД (Новосибирск) | 2010-11 | 23        | 10,8      | 8,7       | 0,5       | 6            | 10,0         | 7,7          | 1,2          | 8         | 9,9       | 8,8       | 1,3       |
| Динамо-ГУВД (Новосибирск) | 2011-12 | 22        | 13,7      | 7,9       | 1,0       | 5            | 12,0         | 6,8          | 0,8          | 6         | 13,2      | 11,3      | 1,7       |
| Динамо-ГУВД (Новосибирск) | 2012-13 | 14        | 9,9       | 5,9       | 0,7       | 2            | 3,0          | 3,5          | 0,5          | 8         | 13,6      | 6,1       | 0,8       |
| Надежда (Оренбург)        | 2013-14 | 30        | 8,1       | 4,5       | 0,4       |              |              |              |              | 17        | 8,4       | 4,8       | 0,2       |

### Статистика выступлений за сборную России (средний показатель)
| Сборная        | Сезон | Место | Чемпионат | Чемпионат | Чемпионат | Чемпионат |
| Сборная        | Сезон | Место | Игр       | Очк       | Подб      | Перед     |
| -------------- | ----- | ----- | --------- | --------- | --------- | --------- |
| ЧЕ (до 20 лет) | 2007  | 7     | 8         | 13,6*     | 9,0*      | 0,6       |
| ЧЕ             | 2011  | 1     | 7         | 1,3       | 1,1       | 0,3       |
| Универсиада    | 2011  | 5     | 5         | 9,8       | 4,6       | 0,6       |

* — лучший показатель в команде

## Достижения
- Чемпион Европы: 2011
- Серебряный призёр Евролиги: 2015
- Финалист Кубка Европы ФИБА: 2010
- Чемпион России: 2015
- Серебряный призёр чемпионата России: 2014, 2016
- Бронзовый призёр чемпионата России: 2010, 2017